# Isabella, Contesa de Bedford
Isabella a Angliei (n. 16 iunie 1332, Woodstock Palace⁠(d), Anglia, Regatul Unit – d. 5 octombrie 1382) a fost fiica cea mare a regelui Eduard al III-lea al Angliei și a Filipei de Hainault și soția lui Enguerrand de Coucy, conte de Bedford, alături de care a avut două fiice. A fost numită Doamnă a Jartierei în 1376.

## Primii ani
Isabella a fost al doilea copil al lui Edward și Filipa, fiind fiica lor cea mai mare.  Numită după bunica ei paternă, Isabella a Franței, se crede că Isabella a fost fiica preferată a tatălui ei, dar mai puțin apropiată de mama ei.
Născută la Palatul Woodstock, în Oxfordshire, la 16 iunie 1332, a fost un copil foarte răsfățat de părinții ei afectuoși. Ea dormea într-un leagăn aurit, căptușit cu tafta și acoperit cu o pătură de blană. Rochiile ei erau din mătase italiană de import, brodate cu bijuterii și căptușite cu blană. Isabella avea, împreună cu frații ei, o echipă întreagă de servitori care includea un capelan personal, muzicieni, un guvernator, o guvernantă și trei doamne de serviciu personale, precum și un personal format din îngrijitori de cai, scutieri, funcționari, majordomi, bucătari și alți însoțitori. Gospodăria era condusă de Isabella de la Mote, stăpâna principală a copiilor regelui.
În copilărie, Isabella a fost trimisă în casa lui William și Elizabeth St Omer, împreună cu fratele mai mare al Isabelei, Edward, și sora mai mică, Joan. Isabella a călătorit în diferite ocazii, cum ar fi atunci când ea și Joan au celebrat sărbătoarea Sfântului Ioan Evanghelistul în capela regală din Turnul Londrei la 27 decembrie 1340. În februarie și martie 1341, Isabella și frații ei au mers la King's Langley pentru a-și vizita mama.

## Logodnici
Când avea doar 3 ani, tatăl ei a încercat să aranjeze o căsătorie între Isabella și Pedro de Castilia, moștenitorul regelui Castiliei; cu toate acestea, sora ei mai mică Joan a devenit mai târziu logodnica lui Pedro, murind înainte ca ei să se poată căsători. </link>
Isabella – neobișnuit pentru vremurile în care trăia – a rămas necăsătorită până la vârsta de 33 de ani. Anterior, ea fusese subiectul diferitelor propuneri de logodnă; totuși, acestea nu reușiseră să se concretizeze. La 15 noiembrie 1351, când avea 19 ani, cinci nave au primit instrucțiuni să o ducă în Gasconia, unde urma să se căsătorească cu Bernard d' Albret, așa cum fusese aranjat anterior. A fost al doilea fiu cel mare al lui Bernard Ezi al IV-lea, Lord de Albret. În ultimul moment înainte de plecare, Isabella s-a răzgândit însă, iar căsătoria a fost anulată. Tatăl ei nu pare să fi fost supărat pe Isabella pentru comportamentul ei capricios, deoarece i-a acordat proprietatea Burtsall Priory din Yorkshire în 1355. El a plătit și suma de 1.000 de mărci pe an pe ea.
În cele din urmă, i s-a permis să se căsătorească cu Enguerrand VII, Lord de Coucy, un lord francez bogat de care se îndrăgostise. Cu șapte ani mai mic, el a fost fiul și moștenitorul lui Enguerrand al VI-lea, Lord de Coucy și al Ecaterinei de Austria.

## Căsătoria și probleme
Soțul Isabellei fusese adus în Anglia în 1360 ca ostatic, schimbat pentru libertatea regelui Ioan al II-lea al Franței, fiind prizonier englez. S-au căsătorit la 27 iulie 1365, la Castelul Windsor, moment în care Isabella avea treizeci de ani. Tatăl ei, Edward al III-lea, i-a oferit o zestre de 4.000 de lire sterline și un venit anual mare pe viață, împreună cu cantități scumpe de bijuterii și terenuri; de Coucy a fost readus pe pământurile familiei sale din Yorkshire, Lancaster, Westmorland și Cumberland și a fost eliberat ca ostatic fără nicio răscumpărare.
În noiembrie 1365, Isabellei și soțului ei li s-a permis să intre în Franța; prima lor fiică, Marie, s-a născut pe pământurile familiei de la Coucy în aprilie 1366. Mai târziu s-au întors pentru o vizită în Anglia; cu această ocazie, Enguerrand a fost numit Conte de Bedford la 11 mai 1366, ceea ce a făcut-o pe Isabella Contesă de Bedford și Lady de Coucy. După nașterea celei de-a doua fiice a Isabellei, Filipa, în 1367, Enguerrand și Isabella au fost, de asemenea, numiți de Edward Conte și Contesă de Soissons. Deoarece soțul ei slujea și regelui Franței în calitate de conducător militar, el era adesea plecat de acasă; în consecință, Isabella, deși locuia în principal cu Enguerrand la Coucy, a făcut vizite frecvente la familia ei din Anglia. A fost numită Doamnă a Jartierei în 1376.
Isabella a născut doi copii prin căsătoria cu Enguerrand de Coucy:
- Marie de Coucy (aprilie 1366 – 1405), sua jure Contesă de Soissons. S-a căsătorit cu Henric de Bar, un nepot al lui Carol al V-lea al Franței, alături de care a avut copii. După moartea tatălui ei, ea a disputat moștenirea pământurilor lui cu mama ei vitregă, Isabelle de Lorena, înainte de a muri brusc. După moartea ei, patrimoniul ei a fost absorbit în moșiile regale franceze.
- Filipa de Coucy (1367–1411), născută la Eltham, a fost numită după mama Isabellei.[3] S-a căsătorit cu Robert de Vere, Contele de Oxford, în 1371, iar apoi a trăit în Anglia. Ea a murit fără copii.

## Moarte
Isabella era alături de tatăl ei când acesta a murit la 21 iunie 1377, după ce a fost chemată de urgență acasă din Franța de trimișii regali în aprilie precedent. După urcarea pe tron a lui Richard al II-lea, nepotul Isabellei, în august 1377, Enguerrand a renunțat la supunerea sa față de coroana engleză și la toate posesiunile engleze, luptând pentru cauza Valois în Războiul de o sută de ani. Isabella a înaintat o petiție către primul Parlament din timpul domniei lui Richard, pretinzând statutul de femeie singură, dată fiind dezertarea soțul ei atât față de soție, cât și față de țară, solicitând o acordare de venituri și returnarea conacului Kendal.
Isabella a murit în Anglia, separată de fiica ei cea mare, Marie. Moartea ei a avut loc probabil între 17 iunie și 5 octombrie 1382. A fost înmormântată în Biserica Greyfriars, Newgate, Londra.
La șapte ani de la moartea ei, soțul ei a luat-o ca a doua soție pe Isabelle, fiica lui Ioan I, duce de Lorena și a Sofiei de Württemberg.

## În ficțiune
Relatarea fictivă a lui Molly Costain Haycraft despre viața și curtarea Isabellei cu soțul ei, The Lady Royal, relatează mai multe incidente din viața prințesei și a altor membri ai familiei lui Eduard al III-lea, dar conține o serie de erori istorice. Principala eroare este explicația titlului cărții; conform poveștii, Isabella (sau Isabel, așa cum este identificată în poveste) a fost intitulată Prințesa Regală și ulterior promovată la „Lady Royal” de către părinții ei. Acest lucru este imposibil, având în vedere că titlul de Prințesă Regală nu a fost creat decât în timpul domniei lui Carol I al Angliei.
Un recenzent a comentat că „proclamarea căsătoriei intenționate de către Eduard al III-lea... transmite mai mult cadența a Britaniei Plantagenete, decât paginile cu eforturile neatractive ale doamnei Haycraft”. Alții laudă atenția autorului pentru detaliile istorice.
|  |                                      |  |  |  |  |  |  |  |  |  |  |  |  |  |  |  |
|  | 8. Eduard I al Angliei               |  |  |  |  |  |  |  |  |  |  |  |  |  |  |  |
|  |                                      |  |  |  |  |  |  |  |  |  |  |  |  |  |  |  |
|  |                                      |  |  |  |  |  |  |  |  |  |  |  |  |  |  |  |
|  | 4. Eduard al II-lea al Angliei       |  |  |  |  |  |  |  |  |  |  |  |  |  |  |  |
|  |                                      |  |  |  |  |  |  |  |  |  |  |  |  |  |  |  |
|  |                                      |  |  |  |  |  |  |  |  |  |  |  |  |  |  |  |
|  | 9. Eleanor de Castile                |  |  |  |  |  |  |  |  |  |  |  |  |  |  |  |
|  |                                      |  |  |  |  |  |  |  |  |  |  |  |  |  |  |  |
|  |                                      |  |  |  |  |  |  |  |  |  |  |  |  |  |  |  |
|  | 2. Eduard al III-lea al Angliei      |  |  |  |  |  |  |  |  |  |  |  |  |  |  |  |
|  |                                      |  |  |  |  |  |  |  |  |  |  |  |  |  |  |  |
|  |                                      |  |  |  |  |  |  |  |  |  |  |  |  |  |  |  |
|  | 10. Filip al IV-lea al Franței       |  |  |  |  |  |  |  |  |  |  |  |  |  |  |  |
|  |                                      |  |  |  |  |  |  |  |  |  |  |  |  |  |  |  |
|  |                                      |  |  |  |  |  |  |  |  |  |  |  |  |  |  |  |
|  | 5. Isabella a Franței                |  |  |  |  |  |  |  |  |  |  |  |  |  |  |  |
|  |                                      |  |  |  |  |  |  |  |  |  |  |  |  |  |  |  |
|  |                                      |  |  |  |  |  |  |  |  |  |  |  |  |  |  |  |
|  | 11. Joan I de Navaria                |  |  |  |  |  |  |  |  |  |  |  |  |  |  |  |
|  |                                      |  |  |  |  |  |  |  |  |  |  |  |  |  |  |  |
|  |                                      |  |  |  |  |  |  |  |  |  |  |  |  |  |  |  |
|  | 1. Isabella, Contesă de Bedford      |  |  |  |  |  |  |  |  |  |  |  |  |  |  |  |
|  |                                      |  |  |  |  |  |  |  |  |  |  |  |  |  |  |  |
|  |                                      |  |  |  |  |  |  |  |  |  |  |  |  |  |  |  |
|  | 12. Ioan al II-lrs, Conte de Holland |  |  |  |  |  |  |  |  |  |  |  |  |  |  |  |
|  |                                      |  |  |  |  |  |  |  |  |  |  |  |  |  |  |  |
|  |                                      |  |  |  |  |  |  |  |  |  |  |  |  |  |  |  |
|  | 6. Wilhelm I, Conte de Hainaut       |  |  |  |  |  |  |  |  |  |  |  |  |  |  |  |
|  |                                      |  |  |  |  |  |  |  |  |  |  |  |  |  |  |  |
|  |                                      |  |  |  |  |  |  |  |  |  |  |  |  |  |  |  |
|  | 13. Filipa de Luxembourg             |  |  |  |  |  |  |  |  |  |  |  |  |  |  |  |
|  |                                      |  |  |  |  |  |  |  |  |  |  |  |  |  |  |  |
|  |                                      |  |  |  |  |  |  |  |  |  |  |  |  |  |  |  |
|  | 3. Filipa de Hainault                |  |  |  |  |  |  |  |  |  |  |  |  |  |  |  |
|  |                                      |  |  |  |  |  |  |  |  |  |  |  |  |  |  |  |
|  |                                      |  |  |  |  |  |  |  |  |  |  |  |  |  |  |  |
|  | 14. Carol, Conte de Valois           |  |  |  |  |  |  |  |  |  |  |  |  |  |  |  |
|  |                                      |  |  |  |  |  |  |  |  |  |  |  |  |  |  |  |
|  |                                      |  |  |  |  |  |  |  |  |  |  |  |  |  |  |  |
|  | 7. Joan de Valois                    |  |  |  |  |  |  |  |  |  |  |  |  |  |  |  |
|  |                                      |  |  |  |  |  |  |  |  |  |  |  |  |  |  |  |
|  |                                      |  |  |  |  |  |  |  |  |  |  |  |  |  |  |  |
|  | 15. Margareta, Contesă de Anjou      |  |  |  |  |  |  |  |  |  |  |  |  |  |  |  |
|  |                                      |  |  |  |  |  |  |  |  |  |  |  |  |  |  |  |
|  |                                      |  |  |  |  |  |  |  |  |  |  |  |  |  |  |  |